# Acacia caven

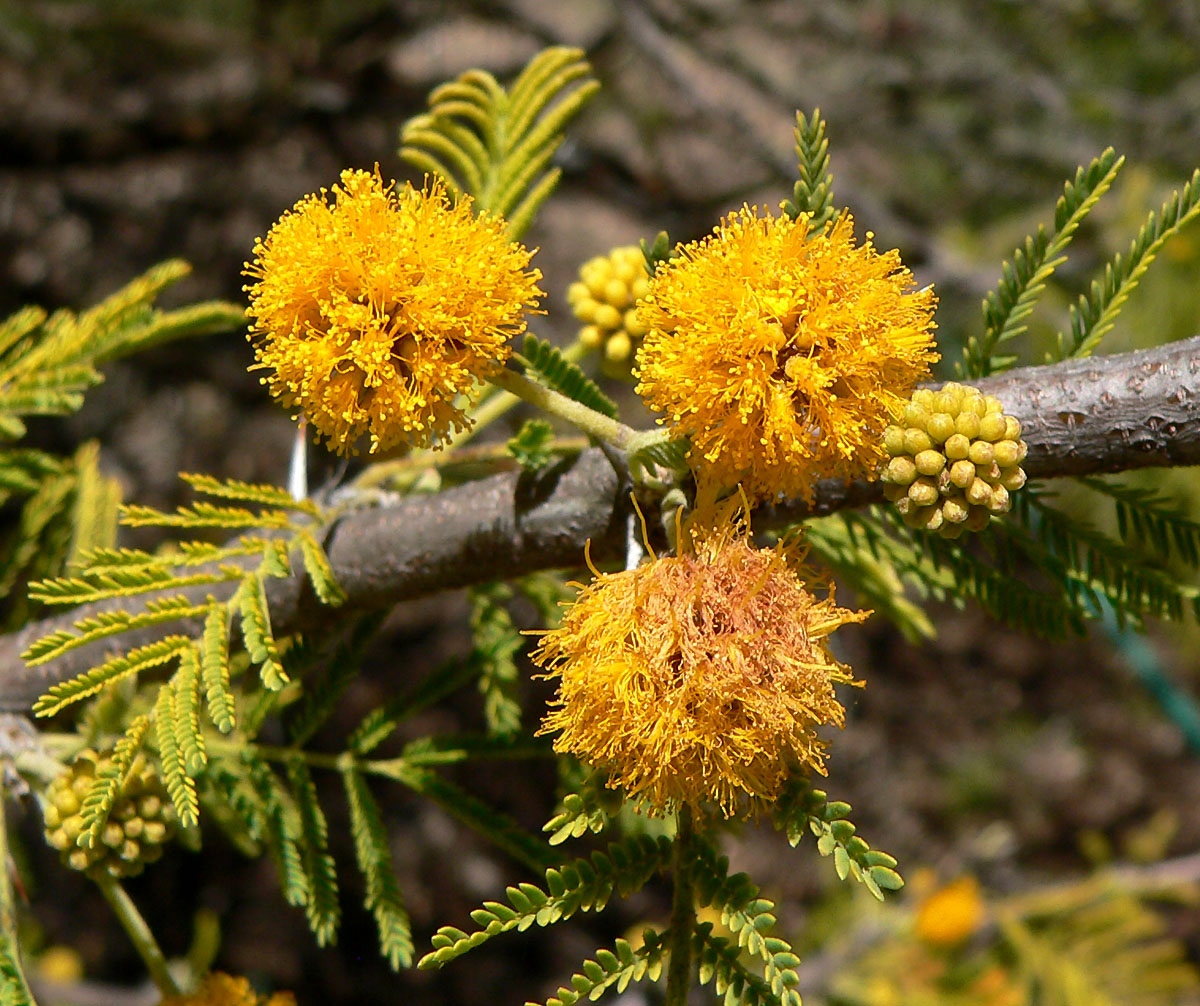
Inflorescència

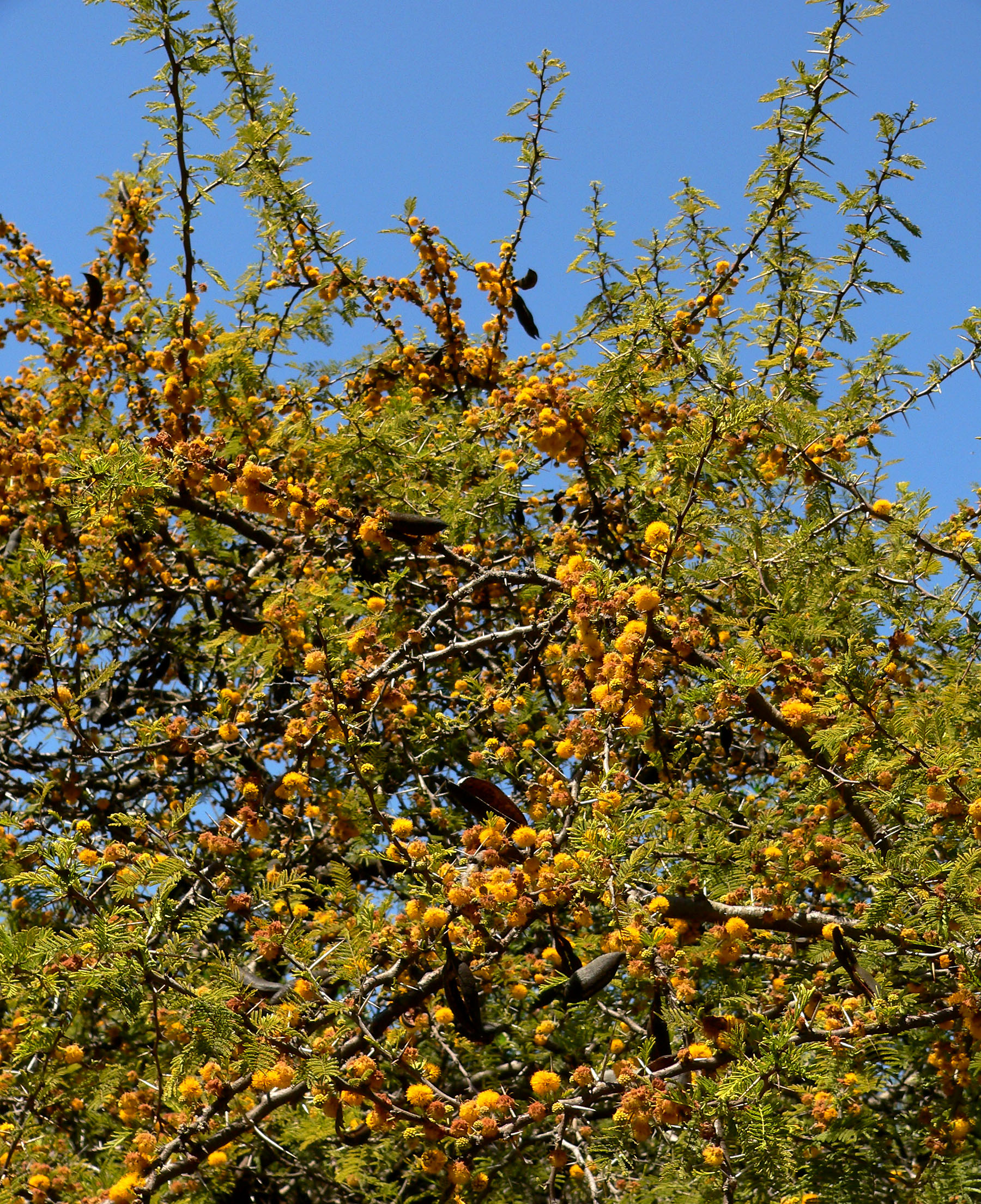
Vista de l'arbre

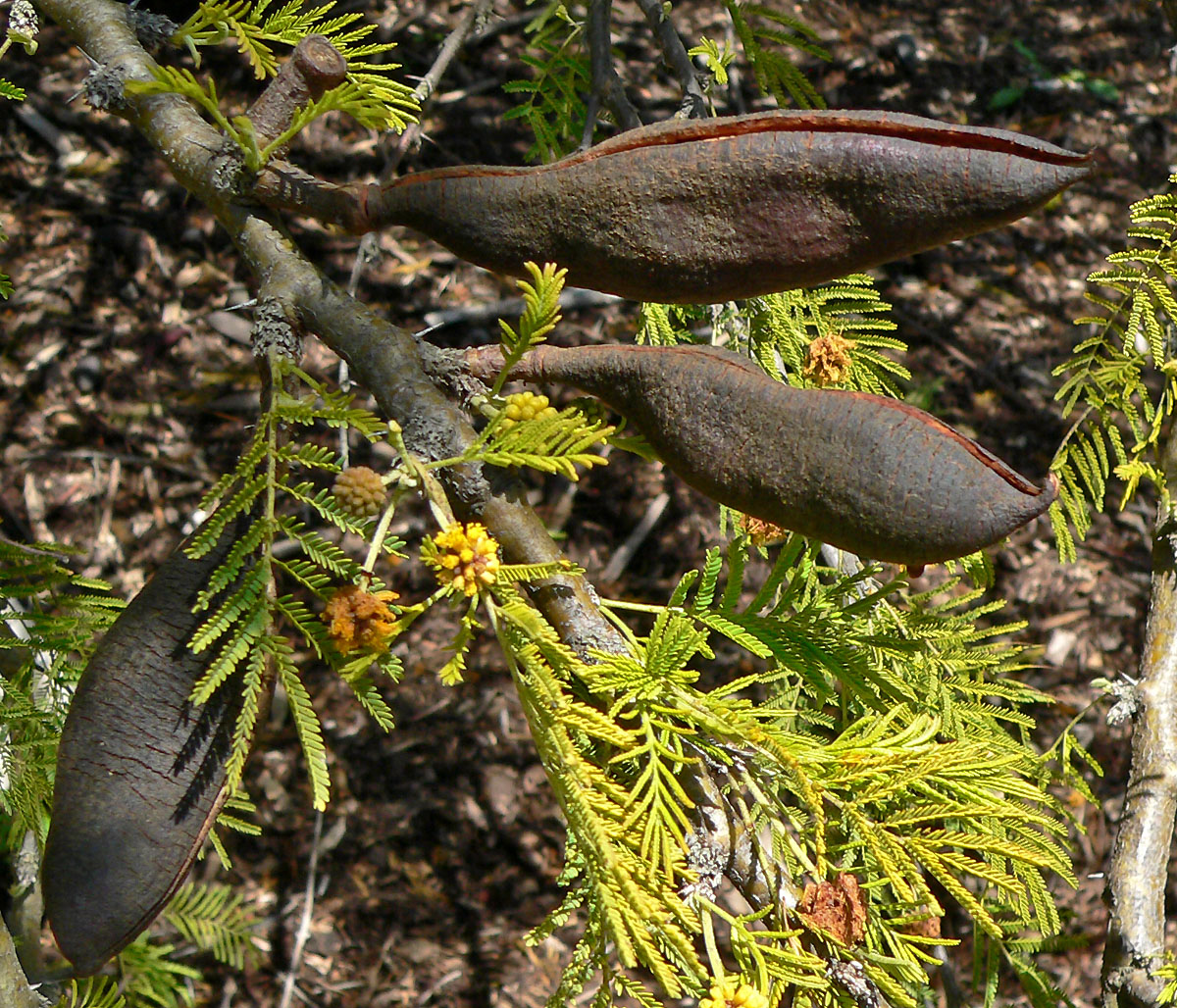
Fruit

Acacia caven és un arbre o arbust de fulla caduca de la família de les lleguminoses, present a l'Argentina, Bolívia, Xile, el Paraguai, Uruguai i el sud de Brasil.

## Descripció
Arbre molt espinós, amb branques abundants, i de fullatge semipersistent el qual arriba a perdre totalment a l'hivern. té una forma extensa, creixent fins als 5-6 m d'alçada i brota a la primavera. El seu fullatge presenta un color verd clar de textura fina, i està integrat per fulles compostes bipinnades, alternes, de longitud entre 4 i 5 cm. els seus folíols tenen una longitud aproximada de 0,1 cm. Les seves flors abundants perfumades són globoses, d'aproximadament 1,5 cm de diàmetre. Es disposa en grups de 2 a 3. El seu color és groc brillant. Els fruits són llegums cilíndriques de 5 cm de llarg que presenten un color negre. Posseeix espines de 2 cm de longitud de color blanc.

## Distribució i hàbitat
Habita zones de clima mediterrani i estepa càlida, i és capaç de suportar períodes perllongats de sequera. Se'l pot trobar a l'Argentina, Bolívia, Xile, el Paraguai, Uruguai i a La Pampa de Rio Grande do Sul (Brasil). Donat el seu ampli rang d'hàbitat existeixen moltes subespècies i varietats. És molt comú a la província argentina d'Entre Ríos, on creix a zones que van estar negades, i desapareix en tornar la forta humitat, a més a més de formar "'espinillares'" (boscos baixos en sòls mal drenats). Se'l pot trobar aïllat o formant aquestes comunitats anomenades "'espinillares'".

## Usos
- Funciona bastant bé en el control de la visió.[1]
- Les flors s'usen com aliment de les ovelles per a produir llana.
- A la Província de Sud Chichas (Tupiza-Bolivia), les fulles i fruits són aliment del bestiar caprí.
- Té un ús ornamental.
- Les flors són matèria primera en perfumeria.[2]
- Les beines de les llavors s'usen per a obtenir tanins.
- La fusta s'usa com a combustible i per a postes de tancats. Fa un molt bon carbó vegetal.

## Taxonomia
Acacia caven va ser descrita per Molina i publicada a Saggio sulla Storia Naturale del Chili 163–164, 299. 1810.

### Etimologia
- Acacia: nom genèric derivat del grec ακακία (akakia), que va ser atorgat pel botànic grec Pedanius Dioscorides (A.C. 90-40) per l'arbre medicinal A. nilotica al seu llibre De Materia Medica.[4] El nom deriva de la paraula grega ακις (akis, "espines").[5]
- caven: epítet específic.

#### Varietats
- Acacia caven (Molina) Molina var. caven
- Acacia caven var. dehiscens Ciald.
- Acacia caven var. microcarpa (Speg.) Ciald.
- Acacia caven var. stenocarpa (Speg.) Ciald.

#### Sinonímia
- Acacia cavenia Hook. & Arn.
- Mimosa caven Molina
- Mimosa cavenia Molina[6]